# آمدئو منگونه
آمدئو منگونه (انگلیسی: Amedeo Mangone؛ زادهٔ ۱۲ ژوئیهٔ ۱۹۶۸) بازیکن فوتبال اهل ایتالیا است.
از باشگاه‌هایی که در آن بازی کرده‌است می‌توان به باشگاه فوتبال پارما، باشگاه فوتبال آ.اس. رم، باشگاه فوتبال بولونیا، باشگاه فوتبال برشا، باشگاه فوتبال پیاچنزا، باشگاه فوتبال باری، باشگاه فوتبال آ.ث. میلان، و باشگاه فوتبال یو. اس. پرگولیتزه اشاره کرد.